# Anh Dũng (diễn viên)
Anh Dũng (sinh ngày 30 tháng 10 năm 1990) là một nam diễn viên người Việt Nam. Anh được biết đến qua bộ phim truyền hình Sống chung với mẹ chồng phát sóng năm 2017.

## Tiểu sử
Anh Dũng, tên đầy đủ là Nguyễn Anh Dũng, sinh năm ngày 30 tháng 10 năm 1990 ở Thái Nguyên, tốt nghiệp Đại học Sân khấu - Điện ảnh Hà Nội. Anh Dũng bắt đầu đóng phim từ năm 18 tuổi. Năm 2017, Anh Dũng ghi dấu ấn với vai diễn người chồng nhu nhược trong phim Sống chung với mẹ chồng. Sau thành công của bộ phim, Anh Dũng quyết định vào Thành phố Hồ Chí Minh để phát triển sự nghiệp. Năm 2021, anh tham gia bộ phim Gái già lắm chiêu V của bộ đôi đạo diễn Bảo Nhân - Nam Cito. Trong phim anh vào vai Quách Gia Huy, một thiếu gia của tập đoàn bất động sản và là bạn trai của Lý Linh (Kaity Nguyễn đóng). Cùng năm anh tham gia bộ phim điện ảnh Thiên thần hộ mệnh của đạo diễn Victor Vũ.

## Đời tư
Năm 2021, Anh Dũng công khai hẹn hò với diễn viên Trương Ngọc Ánh. Cả hai lần đầu tiên cùng nhau xuất hiện tại một lễ trao giải ở Seoul, Hàn Quốc năm 2019. Từ đó trở đi, họ luôn đi cùng nhau trong những sự kiện.

## Phim đã tham gia

### Truyền hình
| Năm  | Tựa phim                          | Vai diễn  | Đạo diễn                       | Kênh   | Nguồn |
| ---- | --------------------------------- | --------- | ------------------------------ | ------ | ----- |
| 2013 | Khi người đàn ông góa vợ bật khóc | Bảo Khánh | Vũ Trường Khoa                 | VTV6   |       |
| 2013 | Sát thủ online                    | Nam De    | Nguyễn Mai Hiền                | VTV3   |       |
| 2013 | Gái già xì tin                    | Quân      | Trần Quang Vinh                | VTV6   |       |
| 2014 | Bão qua làng                      | Tài       | Trần Quốc Trọng - Lê Mạnh      | VTV1   |       |
| 2015 | Viết tiếp bản tình ca             | Đức       | Vũ Minh Trí                    | VTV3   |       |
| 2016 | Tuổi thanh xuân 2                 | Nam       | Nguyễn Khải Anh - Bùi Tiến Huy | VTV3   |       |
| 2017 | Sống chung với mẹ chồng           | Thanh     | Vũ Trường Khoa                 | VTV1   |       |
| 2017 | Ngược chiều nước mắt              | Liêm      | Vũ Minh Trí                    | VTV1   |       |
| 2017 | Em ơi anh đây mà                  | Bảo       | Trần Bắc                       | SCTV14 |       |
| 2018 | Yêu thì ghét thôi                 | Nhật Anh  | Trịnh Lê Phong                 | VTV3   |       |
| 2019 | Tình xa                           | Phong     | Trần Chí Thành                 | VTV9   |       |

### Điện ảnh
| Năm  | Tựa phim            | Vai diễn            | Đạo diễn            | Nguồn |
| ---- | ------------------- | ------------------- | ------------------- | ----- |
| 2021 | Gái già lắm chiêu V | Quách Gia Huy       | Nam Cito - Bảo Nhân |       |
| 2021 | Thiên thần hộ mệnh  |                     | Victor Vũ           |       |
| 2023 | Người vợ cuối cùng  | Thầy đề Thiện Lương | Victor Vũ           |       |

## Giải thưởng
| Năm  | Giải thưởng  | Hạng mục               | Tác phẩm đề cử                      | Kết quả | Nguồn |
| ---- | ------------ | ---------------------- | ----------------------------------- | ------- | ----- |
| 2017 | Ấn tượng VTV | Nam diễn viên ấn tượng | Thanh trong Sống chung với mẹ chồng | Đề cử   | [ 4 ] |